# نایسر
نایسر یک ناحیهٔ منفصل شهری است که در شرق شهر سنندج در استان کردستان واقع شده‌است.

## تاریخچه
نایسر تا سال ۱۳۷۵ روستایی با جمعیت کمتر از هزار نفر بود. از اواخر دههٔ ۱۳۷۰ با افزایش سرسام‌آور اجاره‌بها در سنندج روند افزایش جمعیت در نایسر نیز آغاز شد. طی اسهٔهای ۱۳۷۵ تا ۱۳۸۳ متوسط نرخ رشد جمعیت در روستاهای پیرامون شهر سنندج ۲۱/۲۱ درصد بوده و نایسر با ۳۶/۷ درصد بیشترین نرخ رشد جمعیت را در این بازهٔ زمانی داشته‌است. در این دوران ایسر ویژگی‌های روستای یخود را از دست داده و زمین‌های آن تغییر کاربری پیدا کرده و به محل ساخت و ساز عمدتاً غیرقانونی واحدهای مسکونی بی‌کیفیت و غیراستاندارد تبدیل شد.
شهرداری سنندج در سال ۱۳۸۴ به پژوهش بر روی روستاهای حاشیهٔ شهر می‌پردازد و در سال ۱۳۸۵ طرح مطالعاتی دیگری را با عنوان «طرح توسعه و عمران جامع سنندج» به انجام می‌رساند. در نتیجهٔاین طرح‌های پژوهشی و به‌ویژه مرحلهٔ دوم «طرح توسعه و عمران جامع سنندج»، روستای نایسر در سال ۱۳۸۸ با مصوبهٔ «شورای برنامه‌ریزی و توسعه‌ی استان کردستان» به عنوان «ناحیهٔ منفصل شهری» شناخته شده و در سال ۱۳۸۹ برای نخستین بار در این ناحیه شهرداری تأسیس می‌شود.

## جمعیت
جمعیت ناحیهٔ منفصل شهری نایسر  
بیش از۹۰هزار نفر تخمین زده شده‌است. جمعیت نایسر در فصل‌های پاییز و زمستان به دلیل بازگشت روستاییان از روستاهایشان افزایش یافته و تا۱۰۰ هزار نفر نیز می‌رسد.
جمعیت نایسر در در سرشماری ۱۳۸۵ برابر با ۲/۴۸۰ نفر (۶۲۱ خانوار) بوده‌است. این در حالی است که طرح تفصیلی سنندج مصوب ۱۳۹۰ پیش‌بینی کرده‌بود که جمعیت نایسر با نرخ رشد ۳،۶ درصدی در سال ۱۴۰۰ به ۲۱۰۰۰ نفر برسد که نشان از اشتباه محاسباتی فاحش در این طرح دارد.

## کمبود امکانات و خدمات رفاهی
نایسر از نظر امکانات شهری و خدمات اجتماعی و رفاهی یکی از مناطق محروم سنندج است. ساخت و ساز بدون مجوز، کوچه‌ها و خیابان‌های خاکی و پر از چاله، نبود امکانات تفریحی و ورزشی،نبود ایستگاه و تجهیزات آتش‌نشانی و ... از جمله مشکلات این سکونتگاه به شمار می‌آید. همچنین برای دفع فاضلاب تمهیدی اندیشیده نشده و جوی روباز فاضلاب در نایسر جریان دارد که مشکلات بهداشتی و زیست‌محیطی زیادی را برای اهالی پدید آورده‌است.

## مراکز آموزشی
در ناحیهٔ منفصل شهری نایسر، ۹ مرکز آموزشی وجود دارد. ۴ هزار دانش‌آموز در مقطع ابتدایی تحصیل می‌کنند. این تعداد مرکز آموزشی و فقدان امکانات آموزشی مشکلات زیادی را در نایسر به‌وجود آورده‌است.

## فضای سبز
در ناحیهٔ منفصل شهری نایسر حتی ۱ متر مربع فضای سبز وجود ندارد. طرح ایجاد کمربند سبز به مساحت ۴۲ هکتار در اطراف ناحیهٔ نایسر در حال اجرا قرار دارد. در ورودی نایسر زمینی به مساحت تقریبی ۲ هکتار متعلق به شهرداری برای احداث نخستین پارک شهری نایسر اختصاص داده شده‌است.

## آسیب‌های اجتماعی
اعتیاد در نایسر شیوع دارد و این محله به یکی از مراکز فروش مواد مخدر تبدیل شده‌است. همچنین بخشی از سکونتگاه نایسر، به دلیل مسائل اقتصادی در فقر کامل به سر میبرد.
.

## نقاط دیدنی
یک زیارتگاه به نام شیخ رش، و یک درخت کهنسال توت در خیابان شیخ رش در نایسر قرار دارد که به نام محل، درخت شیخ رش (به کردی: دار شێخ ڕه‌ش) نامیده می‌شود و در فهرست آثار ملی ایران به ثبت رسیده‌است. در نایسر گروهی از سادات زندگی می‌کنند که نسب‌شان به شیخ احمد معروف به شیخ رش می‌رسد. گفته می‌شود که شیخ احمد خواهرزادهٔ ملا ابراهیم بوده که قبر وی نیز در روستای صلوات‌آباد زیارتگاه مردم است و سلسله‌ای از سادات که سادات نَمان نامیده می‌شوند از نسل وی به جای مانده‌اند. نسب هر دو سلسله به همراه سادات روستای چور و سادات برزنجه همگی به بابا علی همدانی می‌رسد.

## شیوهٔ اداره
نایسر در ابتدا روستا بود و توسط دهیاری اداره می‌شد. از سال ۱۳۸۹ در نایسر شهرداری تأسیس شده که به عنوان یکی از نواحی ۴ گانهٔ شهرداری سنندج مدیریت شهری نایسر را بر عهده دارد.